# Bandera del Perú
La bandera del Perú és un dels màxims símbols del país, al qual identifica i distingeix de la resta de nacions. Està formada per tres franges verticals de la mateixa amplada i de colors vermell (les exteriors) i blanc (la central). L'Estat, a més, pot utilitzar variants com són el Pavelló Nacional o la Bandera de guerra.
El 7 de juny el país celebra el "Dia de la Bandera", aniversari de la batalla d'Arica.

## Història

### Imperi Inca
No es coneix del tot cert des de quan s'han utilitzat banderes al Perú. Tot i així, se sap que els regnes tihuanacotes, cap al segle ii aC, ja feien servir banderes en els seus rituals religiosos però no com a símbols nacionals. La més coneguda d'aquestes banderes és la de l'imperi Inca, l'ús de la qual ha quedat recollit en nombroses cròniques.
Aquest estendard inca era quadrangular i estava format per set franges horitzontals amb els colors de l'arc de Sant Martí: vermell, taronja, groc, verd, blau i lila. Al llarg de l'Imperi Inca però, també es van utilitzar altres estendards amb els mateixos colors més el blanc disposats en petits quadrats i formant franges diagonals. Un clar exemple és la bandera dels aimara, utilitzada encara avui dia.

### Monarquia Hispànica

Estendard de la Monarquia Hispànica entre 1761 i 1838.

El Virregnat del Perú fou creat per l'Emperador Carles V el 20 de novembre de 1542, a partir de les governacions formades després de la conquesta hispànica del segle xvi. El Virregnat, com la resta de possessions de la monarquia hispànica a Amèrica, prengué com a oficials els símbols d'aquesta.
Com a exemple, durant la dinastia dels Àustries, s'utilitzà de forma freqüent la Creu de Borgonya per representar a l'administració. A partir de l'any 1761 però, ja amb la dinastia dels Borbó al tron espanyol, l'estendard utilitzat fou una tela quadrangular, de color vermell carmesí, amb l'escut reial al centre. Tanmateix, les fortaleses militars, els exèrcits i les flotes de l'armada van utilitzar altres estendards que els eren propis.

### Bandera proposada el 1820

Bandera enarborada per l'almirall Miller l'any 1820.

El 1820, durant els anys de la independència, l'almirall Miller, un anglès que recolzava els independentistes peruans, enarborà a la ciutat de Tacna la primera bandera que representava el país. Era aquesta una bandera de color blau marí amb un sol daurat (que representa possiblement el déu Inti) al seu interior. Aquesta bandera es va perdre, però la seva descripció ha arribat fins als nostres dies.
La simbologia d'aquesta bandera no és però, del tot coneguda. S'ha dit molts cops que, en ser home de mar, l'almirall Miller escollí el blau per al fons en ser el color "representatiu del mar". D'altres, en lligam amb aquesta opinió, defensen que el blau posa de manifest la relació de les antigues cultures andines amb el mar.

### Bandera provisional de 1821

Primera bandera republicana, creada pel general José de San Martín.

Aquesta segona bandera del Perú independent fou creada pel general José de San Martín. La seva descripció va aparèixer, per primer cop, al primer article del Decret de 21 d'octubre de 1820: 
| « | S'adoptarà com a bandera nacional del país una de seda, o un llenç, de vuit peus de llarg i sis d'ample, dividida per línies diagonals en quatre camps, blancs els dos dels extrems superior i inferior, i vermells els laterals; amb una corona de llorer ovalada, i dins d'aquesta un Sol naixent darrere d'altes serralades que s'aixequen sobre un mar en calma. L'escut pot estar pintat o bé brodat, però cada objecte ha de conservar el seu color: la corona de llorer ha de ser verda i ha d'estar lligada en la seva part inferior amb una cinta de color daurat; blava la part superior que representa el firmament; groc el Sol amb els seus rajos; les muntanyes d'un color marró fosc, i el mar entre blau i verd. | » |

En el mateix decret es determina que aquest mandat tindrà vigència fins que s'estableixi al Perú un govern general per voluntat lliure dels seus habitants.
Com en el cas anterior, no es coneix exactament l'origen d'aquesta bandera, tot i que existeixen diverses especulacions. Una tradició literària, escrita l'any 1917, explica que el general José de San Martín, després de desembarcar al sud de Pisco (l'actual Badia de la Independència), s'hauria inspirat en els colors de les parihuanes, uns flamencs d'ales vermelles i pit blanc.
Els historiadors d'aquesta primera República Peruana donen un explicació diferent. Segons ells, la bandera peruana té els colors vermell i blanc perquè José de San Martín va prendre el vermell de la bandera de Xile i el blanc de la bandera de l'Argentina com a reconeixement als soldats d'aquestes dues nacions que participaven en l'exèrcit independentista. Fins i tot, la bandera que un any abans havia estat enarborada a Tacna podria ser una versió lliure de la bandera de l'Argentina, creada deu anys abans per Manuel Belgrano.

### Bandera de març de 1822
Cinc mesos després d'haver-se instituït la primera bandera nacional, José Bernardo de Tagle, Suprem Delegat de la República i substitut interí de San Martín durant el viatge d'aquest a Guayaquil, decretà un nou disseny. Aquesta nova composició, adoptada el març de 1822, estava formada per una franja blanca horitzontal amb dues franges vermelles i iguals als laterals amb un Sol naixent al centre.
Segons Tagle, aquesta nova bandera fou adoptada per evitar els inconvenients que suposava la construcció de l'anterior. Tanmateix, la seva semblança amb la bandera espanyola dificultava diferenciar els exèrcits d'ambdós bàndols al camp de batalla. És per això que poc després s'adoptà un nou estendard.

### Bandera de maig de 1822
El 31 de maig de 1822, el mateix José Bernardo de Tagle canvià novament el disseny de la bandera per tal de distingir-la de l'espanyola. Aquesta nova versió estava formada per tres franges verticals, de color blanc al centre i vermell als laterals, i amb un Sol daurat al centre.
José de Tagle però, era conscient que aquesta nova versió era també provisional com les anteriors. Segons ell, la situació viscuda en aquells temps (guerra contra les tropes espanyoles) no permetia adoptar lleis definitives.

Primer disseny de José Bernardo de Tagle.
Segon disseny de José de Tagle.

### Bandera de 1825

Quarta bandera del Perú, creada el 1825

El 25 de febrer de 1825, durant el govern de Simón Bolívar, el Congrés Constituent modificà el disseny de la bandera mitjançant la llei que definia els símbols definitius del país. Segons aquesta llei:
| «                                                                                    | 3.º El pavelló i la bandera nacional estaran formats per tres franges verticals, les dues dels extrems vermelles, i la interior blanca, al centre de la qual s'hi col·locarà l'escut d'armes amb el seu timbre, abraçat aquest per la seva part inferior d'una palma a la dreta i una branca de llorer a l'esquerra, entrelligades entre si. El pavelló de la marina mercant serà senzill, sense escut ni cap altre insígnia. | » |
| — Llei de 25 de febrer de 1825 establint l'escut d'armes, gran segell de l'Estat,... | |   |

Així doncs, la nova bandera substituí el Sol daurant pel nou escut d'armes, dissenyat per José Gregorio Paredes i Francisco Javier Cortés. Aquest escut està format per tres camps, que representen els tres regnes de la natura presents al territori peruà: el regne animal, a l'esquerra; el regne vegetal, a la dreta; i el regne mineral, sota els anteriors. A més, tenia com a timbre una corona de llorer i estava abraçat per sota per una palma i una branca de llorer.

### Banderes a l'època de la Confederació Perú-Boliviana

Bandera del Perú del Sud.

L'any 1836, la República Peruana es va dissoldre i es van formar dos nous Estats: el Perú del Sud i el Perú del Nord. Aquests dos nous estats van unir-se poc després a la República de Bolívia per formar la Confederació del Perú i Bolívia.
L'Estat del Perú del Sud fou el primer a formar-se, de manera que hagué de definir nous símbols nacionals. En canvi, el Perú del Nord conservà els símbols anteriors, inclosa la bandera i la moneda. Pel que fa a la Confederació, la seva bandera consistí en un fons vermell sobre el que es representaren els escuts dels tres estats membres.
Amb la dissolució de la Confederació, l'any 1839, es restablí un Estat peruà unificat, que recuperà tots els símbols previs a la divisió.

### Bandera de 1950
L'any 1950 el dictador Manuel Odría modificà la bandera i li donà la seva forma actual. Aquesta darrera versió no té l'escut al seu centre. D'aquesta manera, s'oficialitzà la bandera utilitzada de facto, en ésser la de més ràpida confecció.

## Variants

### Pavelló Nacional
El Pavelló Nacional és la bandera de l'Estat peruà i coincideix amb la bandera oficial emprada fins al 1950. Aquesta consisteix en les tres franges verticals de la bandera oficial, i de l'escut d'armes al seu centre.

### Bandera de Guerra
La bandera de Guerra és l'emblema nacional únic que s'entrega a les Forces Armades i a la Policia Nacional per a cerimònies i desfilades, així com per distingir-les quan són en actiu. Està formada per la bandera oficial amb l'escut al centre rodejat de diverses banderes peruanes. Cada unitat porta com a estendard aquesta bandera amb el seu nom escrit en lletres daurades i en forma d'arc sota l'escut.

### Bandera de proa
El Perú fa ús també d'una bandera de proa pròpia als seus vaixells. Aquesta bandera consisteix en una tela quadrangular amb el lateral vermell i l'escut d'armes al centre sobre fons blanc. Sobre aquesta bandera s'acostuma a col·locar la insígnia de l'oficial de major rang present al vaixell o, donat el cas, l'estendard presidencial.

### Estendard Nacional
L'Estendard Nacional és la versió portàtil del Pavelló Nacional, dissenyat perquè fos utilitzat a l'interior d'edificis sense necessitat de moviment. A diferència del pavelló, té unes dimensions menors (1,40 x 0,93 m) i, a vegades, pot tenir l'escut girat 45° de manera que sigui ben visible en repòs. A més, disposa d'una banda inferior que impedeix la seva ondulació.

Pavelló Nacional
Bandera de Guerra
Bandera de proa